# Albota de Sus, Taraclia
Albota de Sus (în germană Ober Albota) este satul de reședință al comunei cu același nume  din raionul Taraclia, Republica Moldova.
Satul a fost locuit de germanii basarabeni.

## Demografie

### Structura etnică
Structura etnică a satului Albota de Sus conform recensământului populației din 2004:
| Grup etnic                                               | Populație | % Procentaj  |
| -------------------------------------------------------- | --------- | ------------ |
| Bulgari                                                  | 649       | 48,69%       |
| Băștinași declarați Moldoveni Băștinași declarați Români | 247 3     | 18,53% 0,23% |
| Găgăuzi                                                  | 216       | 16,20%       |
| Ruși                                                     | 119       | 8,93%        |
| Ucraineni                                                | 90        | 6,75%        |
| Alții                                                    | 9         | 0,68%        |
| Total                                                    | 1333      |              |